# 헤이그투코투코
헤이그투코투코 또는 파타고니아투코투코(Ctenomys haigi)는 투코투코과에 속하는 남아메리카 설치류의 일종이다. 다른 투코투코류처럼 지하에서 생활하기 때문에 잘 관찰되지 않고, 수컷이 "툭-툭"(tuc-tuc)하는 소리를 굴 근처에서 특히 이른 아침에 들을 수 있다. 다른 투코투코류처럼 헤이크투코투코는 굴 속에서 한 마리씩 홀로 생활한다. 헤이그투코투코는 아르헨티나 파타고니아의 토착종이다. 주 서식지는 파타고니아 스텝 지역이지만, 저산대와 발디비아 온대 우림 생태구에서도 발견된다.